# Фердинанд (Индијана)
Фердинанд (енгл. Ferdinand) град је у америчкој савезној држави Индијана.

## Демографија
По попису из 2010. године број становника је 2.157, што је 120 (-5,3%) становника мање него 2000. године.
| Група             | 2000.         | 2010.         |
| Белци             | 2.249 (98,8%) | 2.107 (97,7%) |
| Афроамериканци    | 1 (0,0%)      | 3 (0,1%)      |
| Азијати           | 4 (0,2%)      | 5 (0,2%)      |
| Хиспаноамериканци | 14 (0,6%)     | 34 (1,6%)     |
| Укупно            | 2.277         | 2.157         |